# 891 Gunhild
A 891 Gunhild (ideiglenes jelöléssel 1918 DQ) a Naprendszer kisbolygóövében található aszteroida. Max Wolf fedezte fel 1918. május 17-én, Heidelbergben.